# Орлова, Мария Сергеевна
Мари́я Серге́евна Орло́ва (14 апреля 1988, Ленинград) — российская скелетонистка, призёр чемпионатов мира и Европы, мастер спорта.

## Биография
Мария Орлова родилась 14 апреля 1988 года в Ленинграде. Изначально пошла в лёгкую атлетику, но вскоре поняла, что не сможет добиться в этой дисциплине сколько-нибудь значимых результатов, и приняла решение перейти в скелетон. Активно занимается этим видом спорта с девятнадцати лет, в 2008 году прошла отбор в национальную сборную и стала принимать участие в крупнейших международных стартах, показывая довольно неплохие результаты. Так, в декабре дебютировала в Кубке Европы, показав на трассе немецкого Винтерберга девятое время. Примерно на том же уровне провела оставшиеся этапы, практически всегда попадая в десятку сильнейших. На молодёжном чемпионате мира 2009 года заняла в женской индивидуальной программе девятое место.
Следующий сезон получился для Орловой ещё более успешным — из всех восьми этапов она лишь один раз оказалась вне десятки лучших, тогда как в общем зачёте разместилась на четвёртой строке. В конце 2010 года с попеременным успехом поучаствовала в нескольких этапах Кубка Америки и Межконтинентального кубка, а в январе съездила на чемпионат Европы в Винтерберг, где финишировала шестой. На чемпионате мира 2011 года в немецком Кёнигсзее была двадцать второй, с этого момента начала регулярно появляться на этапах взрослого Кубка мира. В следующем сезоне поучаствовала уже во всех восьми кубковых этапах, лучший результат показала на трассе швейцарского Санкт-Морица — девятое место, при этом в мировом рейтинге сильнейших скелетонисток расположилась на двенадцатой строке. Мировое первенство 2012 года в американском Лейк-Плэсиде вновь провела не очень удачно, в одиночной программе была двадцать первой, тогда как вместе со смешанной российской командой по бобслею и скелетону разместилась на шестой позиции.
На чемпионате Европы 2013 года в австрийском Иглсе Мария Орлова завоевала серебряную медаль, также, поскольку эти же заезды шли в зачёт Кубка мира, получила дополнительно бронзовую кубковую медаль.
На чемпионате мира 2015 года в Винтерберге завоевала бронзовую медаль в соревнования смешанных команд.

## Дисквалификация
22 ноября 2017 года, решением Международного олимпийского комитета, в связи с нарушением антидопинговых правил аннулированы результаты выступления на Олимпийских играх в Сочи и пожизненно отстранена от участия в Олимпийских играх. Вскоре была подана апелляция и 1 февраля 2018 года Спортивный арбитражный суд её удовлетворил и аннулировал пожизненное отстранение от участия в Олимпийских играх за нарушение антидопинговых правил.